# Gobernación de Shemaka
La gobernación de Shemaka fue una de las gubernias del Imperio ruso. Su capital era la ciudad de Shemaka. Se creó por decreto real del 14 de diciembre de 1846. En 1859 Shemaka fue destruida por un terremoto, las oficinas gubernamentales trasladadas a Bakú y la gobernación pasó a llamarse gobernación de Bakú.